# هاري بيتس (مؤلف)
هري بيتس (بالإنجليزية: Harry Bates)‏‏ (9 أكتوبر 1900 في بيتسبرغ - 1981 في نيويورك) محرر، ومؤلف، وروائي، وكاتب، وكاتب خيال علمي من الولايات المتحدة.

## روابط خارجية
- هاري بيتس على موقع IMDb (الإنجليزية)